# Ajedrez en los Juegos Panafricanos de 2023
El Ajedrez en los Juegos Panafricanos de 2023 fue uno de los deportes de los Juegos Panafricanos de 2023, llevándose a cabo del 9 al 11 de marzo en Accra, Ghana.

## Participantes
- Argelia
- Angola
- Botsuana
- Egipto
- Guinea Ecuatorial
- Ghana
- Costa de Marfil
- Kenia[2]
- Madagascar
- Mozambique
- Nigeria
- Sudáfrica[3]
- Santo Tomé y Príncipe
- Uganda[4]
- Zambia
- Zimbabue[5]

## Resultados
| Evento                      | Oro                                  | Plata                          | Bronce                                                               |
| --------------------------- | ------------------------------------ | ------------------------------ | -------------------------------------------------------------------- |
| Individual Rápido Masculino | Bassem Amin                          | Donaldo Mulatinho              | Adlane Arab                                                          |
| Rápido Individual Femenino  | Shahenda Wafa                        | Ednasia Júnior                 | Lina Nassr                                                           |
| Rápido Equipo Mixto         | Egipto · Bassem Amin · Shahenda Wafa | Argelia Adlane Arab Lina Nassr | Madagascar Fy Antenaina Rakotomaharo Aina Mahasambatra Tsinjoviniavo |
| Blitz Individual Masculino  | Bassem Amin                          | Fy Antenaina Rakotomaharo      | Banele Mhango                                                        |
| Blitz Individual Femenino   | Lina Nassr                           | Shahenda Wafa                  | Peace Samson                                                         |
| Blitz Equipo Mixto          | Egipto                               | Argelia                        | Nigeria                                                              |

## Medallero
| Núm. | País       | Oro | Plata | Bronce | Total |
| ---- | ---------- | --- | ----- | ------ | ----- |
| 1    | Egipto     | 5   | 1     | 0      | 6     |
| 2    | Argelia    | 1   | 2     | 2      | 5     |
| 3    | Madagascar | 0   | 1     | 1      | 2     |
| 4    | Angola     | 0   | 1     | 0      | 1     |
| 4    | Mozambique | 0   | 1     | 0      | 1     |
| 6    | Nigeria    | 0   | 0     | 2      | 2     |
| 7    | Sudáfrica  | 0   | 0     | 1      | 1     |